# Эрнст Фридрих Саксен-Кобург-Заальфельдский
Эрнст Фридрих Саксен-Кобург-Заальфельдский (нем. Ernst Friedrich von Sachsen-Coburg-Saalfeld; 8 марта 1724 — 8 сентября 1800) — герцог Саксен-Кобург-Заальфельдский.

## Биография
Эрнст Фридрих был старшим сыном герцога Саксен-Кобург-Заальфельдского Франца Иосии и Анны Софии Шварцбург-Рудольштадтской.
Став герцогом после смерти отца в 1764 году он, как и отец, разместил свою резиденцию в Кобурге, а не в Заальфельде. Из-за того, что герцогство погрязло в долгах, в 1773 году император Иосиф II назначил специальную комиссию во главе с Иосифом Фридрихом Саксен-Гильдбургхаузенским для предотвращения банкротства; Эрнсту Фридриху было назначено ежегодное содержание.

## Семья и дети
23 апреля 1749 года Эрнст Фридрих женился в Вольфенбюттеле на Софии Антонии Брауншвейг-Вольфенбюттельской. У них было семеро детей:
- Франц (1750—1806)
- Карл Вильгельм Фердинанд (1751—1757)
- Фридерика Юлиана (1752—1752)
- Каролина Ульрика Амалия (1753—1829)
- Людвиг Карл Фридрих (1755—1806)
- Фердинанд Август Генрих (1756—1758)
- Фридрих (1758—1758)